# Marcos Juliano Vidal da Silva
Nombre futbolista (Carazinho, Brasil, 7 de octubre de 1983 - Cianorte, Brasil, 1 de julio de 2012) futbolista brasileño.
Jugaba en la posición de mediocampo y volante, su último equipo fue el Clube Esportivo de la Serie C de Brasil.

## Clubes
| Club            | País    | Año       |
| --------------- | ------- | --------- |
| Paraná Clube    | Brasil  | 2005-2006 |
| Avai SC         | Brasil  | 2006      |
| Danubio FC      | Uruguay | 2006-2007 |
| Clube Esportivo | Brasil  | 2007      |